# Уаймен, Дж. Х.
Джоэл Ховард «Дж. Х.» Уаймен (англ. Joel Howard "J. H." Wyman; род. 5 января 1967) — канадский актёр, продюсер, сценарист и режиссёр.
Известен по своим ролям в канадских и американских сериалах и фильмах, среди которых роли Билли К. (Уильям Крамер) в «Catwalk», Кори Роббинса в «Тихих палисадах» и Лайла Спрингера в «Сиренах».
Уаймен создал недолговременный сериал канала Fox «Кин Эдди». Он затем работал над научно-фантастическим сериалом FOX «Грань» в качестве исполнительного продюсера, сценариста, режиссёра и шоураннера. В 2013 году Уаймен стал сценаристом и продюсером полнометражного фильма «Одним меньше».
Уаймен является создателем, исполнительным продюсером и шоураннером научно-фантастического сериала FOX «Почти человек». После первого сезона Fox отменило сериал 29 апреля 2014 года.

## Жизнь и карьера
Уаймен родился 5 января 1967 года в Окленде, Калифорнии, но вырос в Монреале, Квебеке. Он уехал из Торонто, чтобы следовать мечте стать актёром и поступил в Американскую академию драматического искусства в Лос-Анджелесе, Калифорнии. Теперь он сформировал карьеру как перед камерой, так и за нею.
Его первая роль в кино была в фильме «Выпускной 4: Избавь нас от зла», где он сыграл Марка, вместе с Николь де Бур, с которой он позже снова работал в сериале «Catwalk». Помимо появления в фильмах, у него также были некоторые заметные роли в популярных сериалах, среди которых «Кунг-фу: Возрождение легенды» и «Контрудар». Джоэл также появился во втором сезоне «Горца» в роли Бессмертного Грегора Пауэрса. Уаймен, пожалуй, известен по роли лейтенанта Лайла Спрингера в сериале «Сирены» и позже появился в недолговременной мыльной опере «Тихие палисады» в 1997 году, но ушёл из сериала после шести эпизодов. Он также был сценаристом и продюсером фильма 2001 года «Мексиканец».
Он также является музыкантом и выступает с альтернативной рок-группой «Angels of Mercy».

### «Грань»
В 2008 году Уаймен присоединился к первому сезону сериала «Грань» в качестве сценариста и соисполнительного продюсера. В начале второго сезона он был повышен до исполнительного продюсера и сошоураннера (вместе с Джеффом Пинкнером). Эпизоды, в которые он внёс вклад, включают:
- Полночь / Midnight (1.18) (вместе с соисполнительным продюсером Эндрю Крайсбергом)
- Нет ничего уникального / There's More Than One of Everything (1.20) (Уаймен и Пинкнер написали телесценарий, по сюжету исполнительного продюсера Брайана Бёрка и консультирующего продюсера Акивы Голдсмана)
- Ночь вожделенных предметов / Night of Desirable Objects (2.02) (вместе с Пинкнером)
- Землянин / Earthling (2.06) (вместе с супервайзовым продюсером Джеффом Вламингом)
- Август / August (2.08) (вместе с Пинкнером)
- Питер / Peter (2.16) (Уаймен, Пинкнер и супервайзовый продюсер Джош Сингер написали телесценарий, по их сюжету наряду с Голдсманом)
- Белый тюльпан / White Tulip (2.18) (вместе с Вламингом)
- Каштанка Бетти / Brown Betty (2.20) (вместе с Голдсманом и Пинкнером)
- На той стороне (Часть I) / Over There (Part 1) (2.22) (вместе с Пинкнером и Голдсманом)
- На той стороне (Часть II) / Over There (Part 2) (2.23) (вместе с Голдсманом и Пинкнером)
- Оливия / Olivia (3.01) (вместе с Пинкнером)
- Переход / Entrada (3.08) (вместе с Пинкнером)
- Светлячок / The Firefly (3.10) (вместе с Пинкнером)
- Объект 13 / Subject 13 (3.15) (вместе с Пинкнером и Голдсманом)
- Безбилетник / Stowaway (3.17) (Даниэль Диспалтро написал телесценарий, по сюжету Уаймена, Голдсмана и Пинкнера)
- Диэтиламид D-лизергиновой кислоты / Lysergic Acid Diethylamide (3.19) (Уаймен и Пинкнер написали телесценарий, по их сюжету наряду с Голдсманом)
- День нашей смерти / The Day We Died (3.22) (Уаймен и Пинкнер написали телесценарий, по их сюжету наряду с Голдсманом)
- Ни тут, ни там / Neither Here Nor There (4.01) (Уаймен и Пинкнер написали телесценарий, по их сюжету наряду с Голдсманом)
- Объект номер 9 / Subject 9 (4.04) (вместе с Голдсманом и Пинкнером)
- Сотворяя ангелов / Making Angels (4.11) (вместе с Пинкнером и Голдсманом)
- История о любви / A Short Story About Love (4.15) (вместе с сопродюсером Грэмом Роландом; также режиссёр)
- Письма транзита / Letters of Transit (4.19) (вместе с Голдсманом и Пинкнером)
- Дивный новый мир (Часть 1) / Brave New World (Part 1) (4.21) (вместе с Пинкнером и Голдсманом)
- Дивный новый мир (Часть 2) / Brave New World (Part 2) (4.22) (вместе с Пинкнером и Голдсманом)
- Разделитель мыслей Модель №11 / Transilience Thought Unifier Model-11 (5.01)
- В отсутствие / In Absentia (5.02) (вместе с Дэвидом Фьюри)
- Настоящая история / An Origin Story (5.05)
- Враг судьбы / An Enemy of Fate (5.13) (также режиссёр)

### «Почти человек»
В 2013 году Уаймен стал создателем, исполнительным продюсером и шоураннером сериала «Почти человек». Эпизоды, в которые он внёс вклад, включают:
- Пилот / Pilot (1.01)
- Вы здесь / You Are Here (1.08) (вместе с исполнительным продюсером Нареном Шанкаром)

## Фильмография
- Выпускной 4: Избавь нас от зла / Prom Night IV: Deliver Us from Evil (1992)
- Клуб / The Club (1994)
- Мексиканец / The Mexican (2001)
- Одним меньше / Dead Man Down (2013)